# Strigomonas culicis
Strigomonas culicis ist ein Spezies (Art) von Protisten aus der Gruppe der geißeltragenden Trypanosomatida. Die Art ist ein obligater Parasit im Gastrointestinaltrakt (Verdauungstrakt) einer Stechmücke und ist seinerseits Wirt für symbiotische Bakterien. Diese Endosymbionten unterhalten als eine Art Zellorganell eine starke wechselseitige Beziehung zu ihrem Protistenwirt, der ohne die Bakterien kein unabhängiges Leben führen kann. 
Zusammen mit Angomonas deanei wird S. culicis als Modellorganismus für die Evolution symbiotischer Beziehungen (von Protistenwirten) zu intrazellulären Bakterien erforscht.
Referenzstamm ist ATCC12982 alias TCC043E.

## Systematik
S. culicis wurde erstmals 1907 von Frederick G. Novy, Ward J. MacNeal und Harry N. Torrey als Trypanosoma (Herpetomonas) culicis beschrieben.
Das Art-Epitheton culicis bezieht sich auf die Stechmückengattung Culex, in der dieser Parasit gefunden wurde, der aber auch in anderen Stechmücken wie der Gattung Aedes vorkommt. 
Eine weitere Beschreibung von Franklin G. Wallace und Allen Johnson als Blastocrithidia culicis anhand von Exemplaren von Aedes vexans, veröffentlicht 1961, wurde später als Synonym für Herpetomonas culicis erkannt. 
Durch die mikrobiologische Analyse von Endosymbionten beherbergenden Vertretern der Trypanosomatida wurde diese Art schließlich 2011 der Gattung Strigomonas zugeordnet und erhielt damit den heutigen Namen S. culicis.
Das obligat endosymbiotische Bakterium gehört zur Gruppe der ß-Proteobakterien und versorgt seinen Wirt mit Nährstoffen, beeinflusst aber auch einige seiner Zellfunktionen.

## Biologie

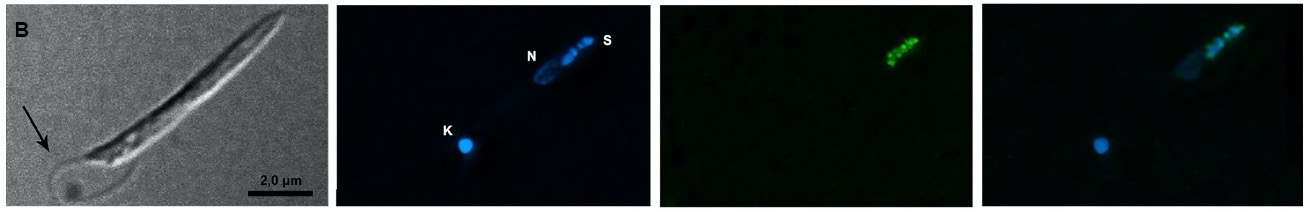
Zellaufbau von S. culicis mit seinen bakteriellen Endosymbionten. S: Endosymbionten; K: Kinetoplast, N: Zellkern (Nukleus), Pfeil: Geißel.

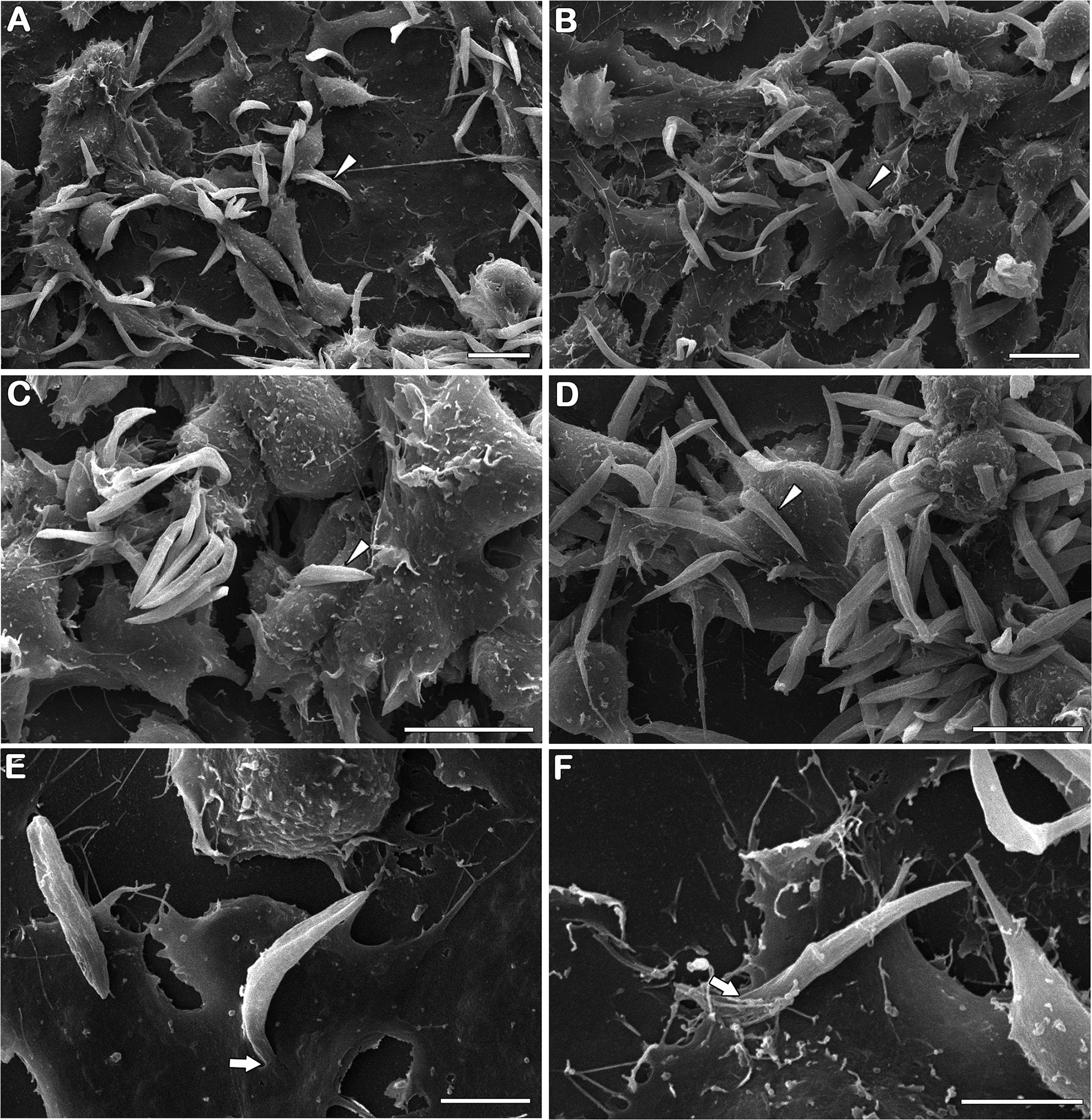
REM-Aufnahme von Strigomonas culicis, eine Zellkultur von Aedes aegypti Aag2 durch Geißelinsertion in Epithelzellen infizierend.

S. culicis verbringt den gesamten Lebenszyklus in den Stechmücken. Der Einzeller wandert aus dem Mitteldarm der Mücke in die Körperhöhle (Haemocoel) und siedelt sich schließlich in den Speicheldrüsen an.
Im Gegensatz zu anderen Trypanosomatida produziert S. culicis einige Aminosäuren wie Methionin, Histidin und Arginin sowie Vitamine wie Thiamin, Nicotinamid und Riboflavin nicht selbst; stattdessen liefert das Bakterium ihm diese Nährstoffe. 
Darüber hinaus liefert der Endosymbiont auch Enzyme, die der Wirt für die Synthese weiterer Aminosäuren, den Lipid- und Purin. und Pyrimidin-Stoffwechsel, den Harnstoffzyklus, die Häm-Biosynthese, die Proteinsynthese und die Proteinfaltung benötigt. 
Der Endosymbiont kann sich nicht von sich aus vermehren, sondern ist auf Signale aus dem Zellkern des Protistenwirts angewiesen.
Isolierte Bakterien können allein nicht überleben.
Wenn umgekehrt die Bakterien durch eine Behandlung mit Antibiotika entfernt werden, überlebt der Protist zwar, kann aber keine Stechmücken mehr infizieren.
Das Genom von S. culicis hat etwa 12.162 Offene Leserahmen (open reading frames, ORFs).

## Endosymbiont
Das endosymbiotische Bakterium ist ein ß-Proteobakterium aus der Familie Alcaligenaceae mit der Bezeichnung „Ca. Kinetoplastibacterium blastocrithidii“. Es wird in der GTDB einer Familie mit der provisorischen Bezeichnung Burkholderiaceae_A (Abspaltung von Fam. Burkholderiaceae) in der Ordnung Burkholderiales zugeordnet, in der LPSN und der NCBI-Taxonomie ist die Gattung „Ca. Kinetoplastibacterium“ incertae sedis innerhalb der Betaproteobacteria.
Die Bakterienzellen sind in zwei Schichten von Zellmembranen eingeschlossen; im Gegensatz zu typischen Bakterienmembranen ist das Peptidoglykan stark reduziert.
Das Bakterium fungiert wie ein Zellorganell, indem es nicht nur lebenswichtige Enzyme liefert, sondern auch das bei Trypanosomatida typischerweise mit dem Axonem verbundene paraflagellare Stäbchen (paraflagellar rod, PFR) ersetzt und somit eng mit dem Kinetoplast verbunden ist.
Darüber hinaus liefert das Bakterium einen Überschuss an ATP-Molekülen und ermöglicht so eine höhere Stoffwechselaktivität.
Die Wirtszelle steuert die Anzahl der bakteriellen Teilungen.
Während der Zellteilung teilt sich der Kinetoplast des Wirts ebenso wie das Bakterium.
Diese koordinierte Mitose führt zu einer gleichmäßigen Verteilung der Bakterien in jede Tochterzelle, so dass keine bakterienfreien Tochterzellen entstehen. Dies unterscheidet S. culicis von Novymonas esmeraldas, einem anderen Bakterien beherbergenden parasitischen Vertreter der Trypanosomatida, bei dem die Endosymbiose vergleichsweise weniger fortgeschritten ist.

## Ökologie
Strigomonas culicis kommt als Parasit in mehreren Stechmückengattungen vor, darunter Anopheles, Culex, Aedes. und Coquillettidia.

## Bildergalerie

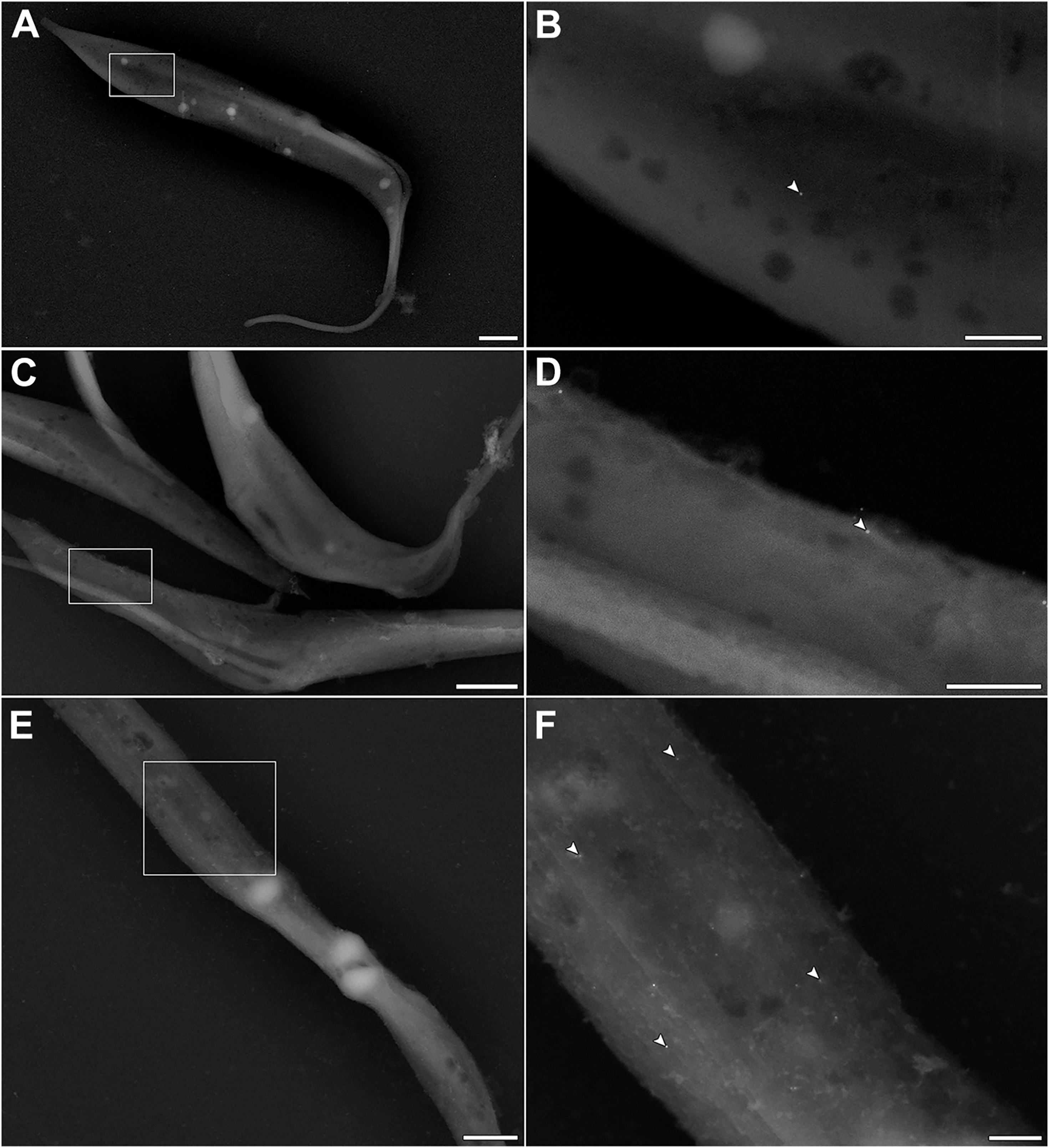
Ultrastrukturelle Analysen weisen auf S. culicis Iron Transporter (ScIT) auf der Oberfläche von S. culicis hin.
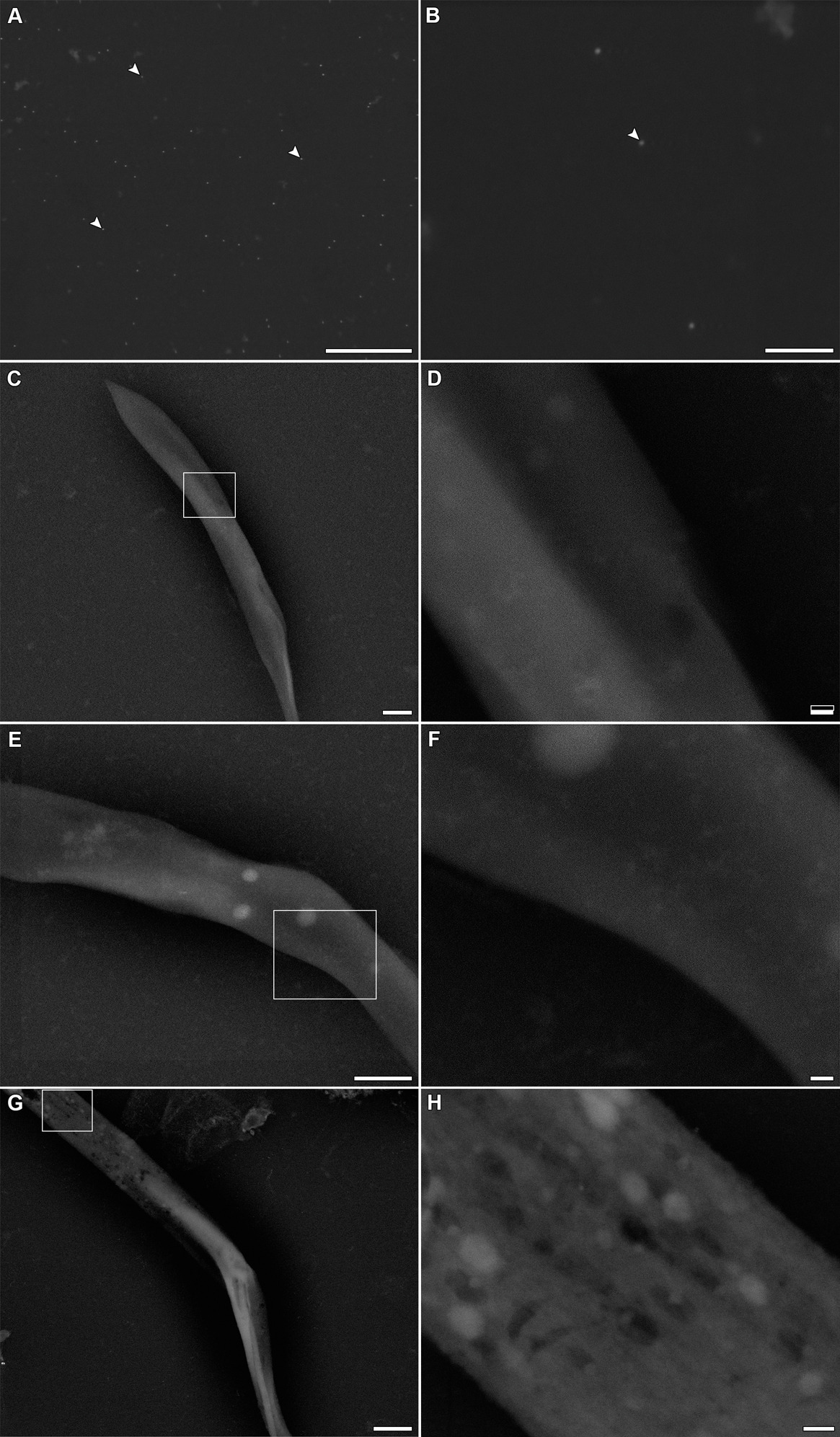
Ultrastrukturelle Analyse von S. culicis, markiert mit einem Anti-ScIT-Antikörper (anti-ScIT antibody).

## Weiterführende Literatur
- Ana Cristina S. Bombaça, Ana Caroline P. Gandara, Vitor Ennes-Vidal, Vanessa Bottino-Rojas, Felipe A. Dias, Luena C. Farnesi, Marcos H. Sorgine, Ana Cristina Bahia, Rafaela V. Bruno, Rubem F. S. Menna-Barreto: Aedes aegypti Infection With Trypanosomatid Strigomonas culicis Alters Midgut Redox Metabolism and Reduces Mosquito Reproductive Fitness. In: Frontiers in Cellular and Infection Microbiology, Band 11, Sec. Parasite and Host (Research Topic: Protozoa and Their Hosts: An Oxidative Relationship), 13. August 2021; doi:10.3389/fcimb.2021.732925 (englisch).
- Ana Cristina Souza Bombaça, Marcelle Almeida Caminha, Juliana Magalhães Chaves Barbosa, Yasmin Pedra-Rezende, Vitor Ennes-Vidal, Giselle Villa Flor Brunoro, Bráulio Soares Archanjo, Claudia Masini d’Avila, Richard Hemmi Valente, Rubem Figueiredo Sadok Menna-Barreto: Heme metabolism in Strigomonas culicis: Implications of H2O2 resistance induction and symbiont elimination. In: Journal of Biological Chemistry, Band 300, Nr. 9, September 2024, S. 107692; doi:10.1016/j.jbc.2024.107692, Epub 17. August 2024 (englisch).
- Alexei Y. Kostygov, Marina N. Malysheva, Anna I. Ganyukova, Alexey V. Razygraev, Daria O. Drachko, Vyacheslav Yurchenko, Vera V. Agasoi, Alexander O. Frolov: The Roles of Mosquitoes in the Circulation of Monoxenous Trypanosomatids in Temperate Climates. In: MDPI: Pathogens, Band 11, Nr. 11, 11. November 2022, S. 1326; doi:10.3390/pathogens11111326, PMC 9695722 (freier Volltext), PMID 36422578 (englisch).